# Leľa
Leľa é um município da Eslováquia, situado no distrito de Nové Zámky, na região de Nitra. Tem 8,24 km² de área e sua população em 2018 foi estimada em 300 habitantes.

## Demografia
| Ano:        | 1994 | 2004   | 2014    | 2024   |
| ----------- | ---- | ------ | ------- | ------ |
| Broj ljudi: | 376  | 400    | 323     | 318    |
| Razlika:    |      | +6,38% | -19,25% | -1,54% |

| Ano:               | 2023 | 2024   |
| ------------------ | ---- | ------ |
| Número de pessoas: | 319  | 318    |
| Diferença:         |      | -0,31% |